# Heterolophus clathratus
Heterolophus clathratus es una especie de arácnido del orden Pseudoscorpionida de la familia Tridenchthoniidae.

## Distribución geográfica
Se encuentra en el sur de África.